# فلسطين المحتلة

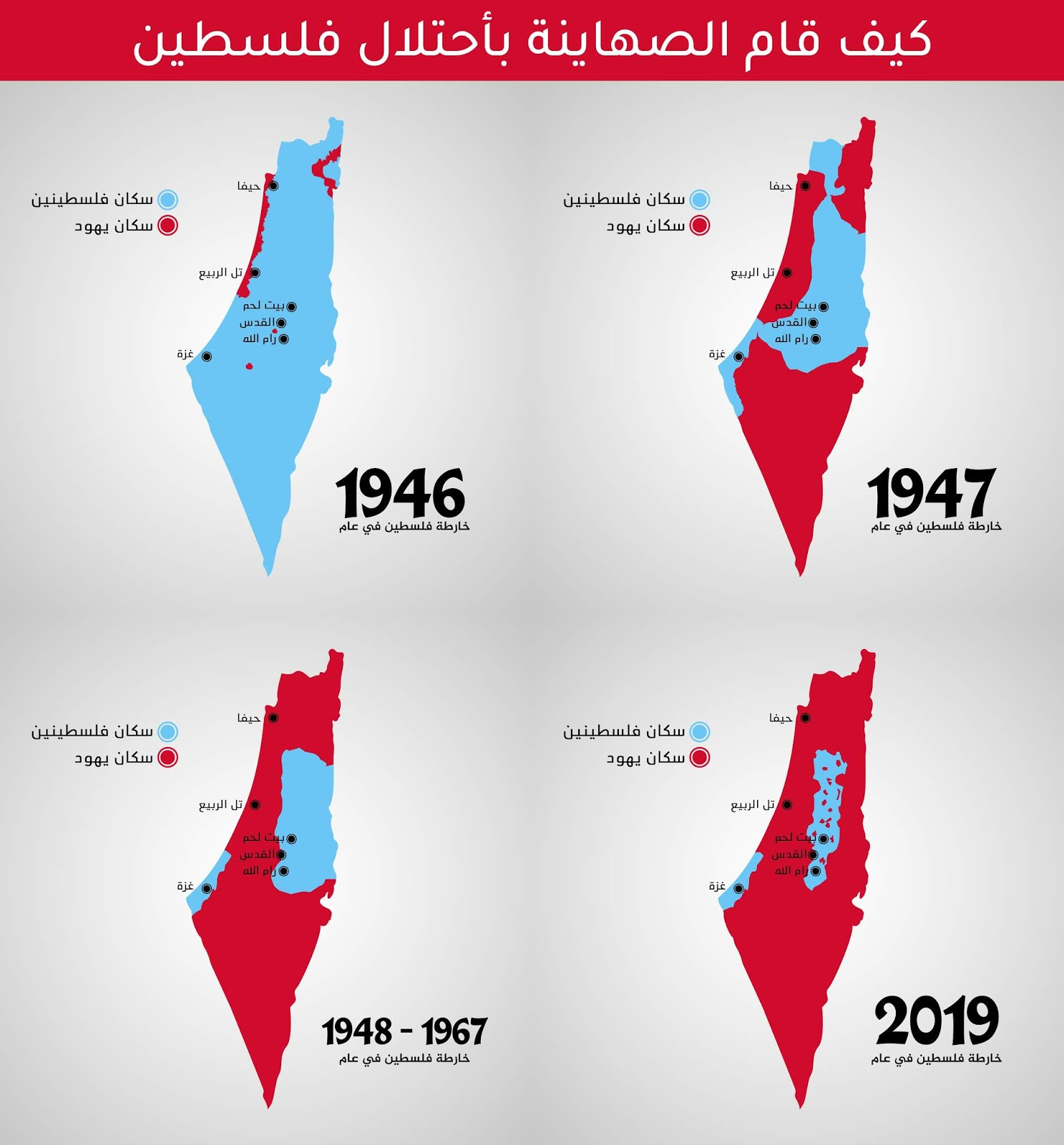
الأراضي الفلسطينية من (1947 - 2019)

فلسطين المحتلة أو فلسطين التاريخية أو الأراضي المحتلة (يمكن أن يشمل الوصف الأخير أيضًا هضبة الجولان حسب السياق) هو الوصف الذي تطلقه بعض دول العالم على الأرض الفلسطينية بالحدود التي كانت تعرف بها فلسطين أيام الانتداب البريطاني، وهو يشمل ما يعرف بالأراضي الفلسطينية المحتلة من طرف الكيان الإسرائيلي، بالإضافة إلى الأراضي التي تقع فيها دولة إسرائيل الحالية. هذا المصطلح (فلسطين المحتلة) يستخدمه من لا يعترف بإسرائيل أو لا يعترف بشرعية حكمها على منطقة فلسطين، إنهم يعتبرون أن فلسطين احتلت على مرحلتين: الأولى في عام 1948 والثانية في 1967 وهو الأحق دوليًا.
يحاجج المؤرخ إيلان بابي بأن استخدام مصطلح «احتلال» هو استخدام يؤثر على قراءَتِنا للوضع جاعلًا منه قراءةً خاطئةً، وأن ما قامت وتقوم به إسرائيل سواءً في حدود الضفة الغربية وقطاع غزة،أو في المناطق التي استولت عليها عام 1948 يجب تسميته «استعمار».

## الوجود العربي في فلسطين
إن أول شعب معروف استوطن أرض فلسطين التاريخية هم الكنعانيون، وثمة من يشكك في أصول هذه القبائل على أنها ليست سامية بل حامية، وقد سميت هذه المنطقة بأرض كنعان حتى سنة 1,200 قبل الميلاد، عندما استوطنت المناطق الساحلية من قبل الفلستيين المهاجرين من جزيرة كريت في اليونان الحالية، ومن اسم هذه الشعوب عرفت هذه المنطقة منذ ذلك الوقت إلى الآن باسم فلسطين، غير أن هذه الشعوب الكريتية الأصل اندمجت بالشعوب الكنعانية في المصاهرة وطرق العيش وحتى في الشؤون الدينية والآلهة.
 جدير بالذكر أن لغة القبائل الكنعانية تنتمي لعائلة اللغات السامية مثلها في ذلك مثال لغات شبة الجزيرة العربية القديمة والحديثة كاللغات السامية الجنوبية الغربية والسامية الجنوبية الشرقية بالإضافة للغة العربية.

هاجر الغساسنة العرب من اليمن إلى سوريا في القرن الثالث الميلادي. وقد تبنوا الديانة المسيحية وتعاونوا مع الإمبراطورية البيزنطية خصوصًا في حروبها ضد الفرس، وتوسعت مملكتهم في القرنين الخامس والسادس للميلاد. وبعد انتصار العرب المسلمين على الروم في معركة اليرموك عام 636م ضمت فلسطين والبلدان المجاورة لها إلى الخلافة الإسلامية. وقد كتب الخليفة عمر بن الخطاب -الذي شَرَطَ بطريرك القدس ألا يسلم المدينة إلا له- عهداً لسكانها وكانوا من المسيحيين (كتاب صلح) يمنحهم بموجبه الأمان لأنفسهم (الحماية والحرية)، وقضى -بناءً على طلبهم- بعدم إسكان اليهود بالقدس.

وبقيت فلسطين أرضاً عربيةً حتى الانتداب البريطاني ومن ثم الوعد الذي أطلقه وزير الخارجية البريطاني آرثر جيمس بلفور للحركة الصهيونية وقضى بأن تسهل بريطانيا عملية إنشاء وطن قومي لليهود في فلسطين. وترافق هذا مع جهود بعض المفكرين اليهود في أوروبا الذين كانوا ينتمون إلى الحركة الصهيونية التي أسسها تيودور هرتسل عام 1897م. بدأت الهجرة اليهودية إلى فلسطين -و خصوصـاً القدس- تزداد كثافة، حيث وصلت إلى أكثر من 34 ألف مهاجرٍ في عام 1925، وأقاموا بها مستوطنات زارعية، بعضها على أراضٍ اشتراها اليهود من الإقطاعيين غير الفلسطينيين أو منحها لهم الانتداب البريطاني أو كانت أصلاً مسجلةً بأسمائهم من قبل.

في 29 تشرين الثاني (نوفمبر) 1947م قررت هيئة الأمم المتحدة إلغاء الانتداب وتقسيم فلسطين إلى دولتين يهودية وعربية ما أدى إلى نشوب أعمال العنف في فلسطين. وفي 14 مايو (أيار) 1948 انتهى الانتداب البريطاني على فلسطين وأعلنت الوكالة اليهودية إنشاء دولة إسرائيل على أراضى فلسطين التي منحتها إياها الأمم المتحدة بموجب قرار التقسيم. انتهت -التي اندلعت بين إسرائيل والدول العربية المجاورة- باستيلاء إسرائيل على 78% من مساحة فلسطين الكلية وتهجير 85% من السكان الفلسطينيين الذين كانوا يعيشون على أراضيهم. أما باقي فلسطين؛ الضفة الغربية فضمتها الأردن إلى أراضيها، وقطاع غزة أضحى تحت حكم إداري مصري. رفضت إسرائيل السماح للاجئين الفلسطينيين بالعودة إلى ديارهم رغم قرارات الأمم المتحدة. بعدئذٍ في 1967 احتلت إسرائيل الضفة الغربية وقطاع غزة بالإضافة إلي أراضٍ أخرى من مصر (سيناء) وسوريا (هضبة الجولان).
في عام 1981 ضمت إسرائيل القدس الشرقية وهضبة الجولان كجزءٍ من الدولة الإسرائيلية ضمّاً أحاديَ الجانب لم يعترف به المجتمع الدولي، أما بقية الضفة الغربية بالإضافة إلى كامل قطاع غزة فبقيت خاضعةً للحكم العسكري. في 1982 استعادت مصر سيطرتها علي سيناء بعد توقيع اتفاقية سلامٍ مع الكيان الإسرائيلي، حيث تنازلت مصر عن قطاع غزة التي اعتبرتها فلسطينية وليست مصرية. في 1994 أقيمت السلطة الوطنية الفلسطينية حسب اتفاقيات أوسلو بين منظمة التحرير الفلسطينية وإسرائيل حيث تسلمت بعض الصلاحيات تدريجياً في بعض المدن والقرى في الضفة الغربية وقطاع غزة.

## وصلات خارجية
- المركز الفلسطيني للإعلام - أخبار فلسطين - أخبار القدس